# پاسکا
پاسکا (به اوکراینی: Паска) که ترجمه تحت‌اللفظی آن ایستر است یک کیک مخصوص عید پاک مسیحیان است که در کشورهای اروپای شرقی شامل اوکراین، جنوب روسیه، رومانی، اسلواکی و بخشی از بلغارستان و همین‌طور در کشورهایی که مهاجرانی از اروپای شرقی داشتند نیز پخته می‌شود. این کیک توسط آشوری‌ها و همچنین ارمنی‌های ایران پخته می‌شود که بیشتر از فرم روسی و ارمنی الهام گرفته شده‌است.

## محتویات سنتی
اجزای تشکیل دهندهٔ این کیک به‌طور سنتی شیر، کره، تخم مرغ، آرد و شکر است. تنها در دستور رومانیایی است که در آن از خامه شیرین پنیر دلمه شده (پنیر لور) ،خامه ترش در کنار تخم مرغ، شکر، کشمش و رام استفاده می‌شود. از ترکیب تخم مرغ و آب به عنوان لعاب جهت براق شدن رویه آن استفاده می‌شود.

## نماد مسیحیت
مسیحیان در شرق پایبندی خاصی نسبت به خوردن این کیک در ایام عید پاک دارند. ویژگی‌های این کیک با نمادهای مسیحی ارتباط دارد. رنگهای زرد و سفید در این کیک به ترتیب به رستاخیز مسیح و روح‌القدس اشاره می‌کند و همین‌طور شکل برآمده آن یادآور تپه گلگتا است که مسیح بر آن به صلیب کشیده‌شد.

## استفاده در کنار دیگر خوراکی‌ها
این کیک معمولاً به پنیر هوروتکا و حتی کالباس و سوسیس نیز خورده می‌شود.

## یادداشت
1. ↑  cirak ,sirok ,Hrudka یا sirecz در اروپای شرقی پنیری کاستاردمانند است که با جوشاندن آرام مخلوطی از شیر، تخم مرغ و شکر درست می‌شود. کشک سفت تولید شده از آن را با پارچه پنیر صاف می‌کنند و به شکل توپ درآورده، در مراسم عید پاک میل می‌کنند.[۵]